# Tegula melaleucos
Tegula melaleucos is een slakkensoort uit de familie van de Tegulidae. De wetenschappelijke naam van de soort is voor het eerst geldig gepubliceerd in 1844 door Jonas.